# Дионисиос Касдаглис
Дионисиос Касдаглис или Димитриос Касдаглис (на гръцки: Διονύσιος Κάσδαγλης) (на английски: Dionysios или Dimitrios E. Kasdaglis (Casdagli)) е гръцко-египетски тенисист, носител на два сребърни медала от летните олимпийски игри в Атина през 1896 г.

## Биография
Произхожда от семейство на търговци на памук, които напускат Египет за да се установят в Англия. През 1895 г. Касдаглис заминава за Александрия, за да подпомогне семейния бизнес. Тренира тенис в клубове в Александрия (Alexandria Sporting Club) и Кайро (Ifitos Kairou).
Дионисиос Касдаглис достига до борбата за медалите в тениса на първите летни олимпийски игри на сингъл и на двойки. На полуфинала на сингъл побеждава унгареца Момчило Тапавица, но губи финала от Джон Боланд от Великобритания. В турнира на двойки Касдаглис заедно с гръцкия тенисист Деметриос Петрококинос отново губи финала срещу Джон Боланд и германеца Фридрих Траун.
В официалната страница на МОК сребърния медал на сингъл е записан за Гърция, а на двойки за смесен отбор. Понастоящем е доказано само британското му гражданство.
Неговият брат Ксенофон Касдаглис също е носител на два олимпийски медала от неофициалните олимпийски игри в Атина 1906 г.